# Lletra (música)
La lletra és el conjunt de paraules que conformen una cançó; solen estar agrupades en versos. La persona que escriu la lletra és el lletrista. El seu significat pot ser explícit o bé implícit; de fet, algunes lletres són abstractes –i, fins i tot, inintel·ligibles–, emfatitzant així la forma, l'articulació, la mètrica i la simetria d'expressió. Els lletristes de formes tradicionals de música tals com òpera (els llibrets) s'anomenen llibretistes.